# Jacques Maquet
Jacques Jérôme Pierre Maquet (* 4. August 1919 in Brüssel; † 18. Januar 2013 in Los Angeles, Kalifornien) war ein belgischer Anthropologe und Afrikanist. Sein Spezialgebiet war die Ethnographie von Ruanda.

## Leben und Wirken
Maquet studierte zunächst Rechtswissenschaft und Philosophie. Thema seiner Doktorarbeit war die Wissenssoziologie. Er studierte an den Universitäten Löwen und London, wo er 1952 promovierte, und an der Harvard University.
Maquet lebte, bevor die afrikanischen Staaten ihre Unabhängigkeit erreicht hatten, zehn Jahre in Afrika. Er war Direktor eines soziologischen Forschungszentrums im Gebiet der Afrikanischen Großen Seen und hatte später einen Lehrstuhl an einer Universität in Zentralafrika inne.
Nach seiner Rückkehr aus Afrika nahm er seine Forschungen und Vorlesungen über Soziologie wieder auf, und zwar an den Universitäten von Paris und Brüssel und später in den Vereinigten Staaten, wo er an der University of California in Los Angeles (UCLA) lehrte.
Jacques Maquet verstarb am 18. Januar 2013 im Alter von 93 Jahren in Kalifornien.

## Schriften (Auswahl)
Monographien
- Sociologie de la connaissance. Sa structure et ses rapports avec la philosophie de la connaissance; Étude critique des systèmes de Karl Mannheim et de Pitirim A. Sorotkin (Collection de l'institut de recherches économiques et sociales de l'université de Louvain). Nauwelaerts, Löwen 1949 (mit einem Vorwort von Filmer Stuart Northrop).[3]
- La Système des Relations sociales dans le Ruanda ancien (Annales du Musee Royal du Congo belge. Sciences de l'Homme. Ethnologie; Bd. 1). Tervuren 1954.
- The premise of inequality in Ruanda. A study of political relations in a central African kingdom. Oxford University Press, Oxford 1961.
- Ruanda. Essai photographique sur une société en transition. Elsevier, Brüssel 1957 (zusammen mit Denyse Hièrnaux-L'Hoest).
- Africanité traditionelle et moderne. Édition Presence Africaine, Paris 1967.[4]
- Herrschafts- und Gesellschaftsstrukturen in Afrika („Pouvoir et Société en Afrique“, 1970). Kindler, München 1971.[5]
- Civilizations of Black Africa („Les civilisations noires“). Oxford University Press, New York 1972, ISBN 0-19-501463-4.
- Die Afrikaner. Völker und Kulturen des Schwarzen Kontinents („Afrique. Les civilisations noires“, 1962). Heyne, München 1978, ISBN 3-453-00889-8 (zusammen mit Herbert Ganslmayr).[6]
- Dictionary of Black African Civilization („Dictionnaire des civilisations africaines“). Leon Amiel Publisher, New York 1974 (zusammen mit Georges Balandier).
- The Aesthetic Experience. An Anthropologist Looks at the Visual Arts. Yale University Press, New Haven 1986, ISBN 0-300-04134-9.

Aufsätze
- The Kingdom of Ruanda. In: Daryll Forde (Hrsg.): African Worlds. London 1954, S. 164–189.

Herausgaben
- On Linguistic Anthropology. Essays in Honor of Harry Hoijer 1979 (Other Realities; Bd. 2). Udena, Malibu, CA. 1980, ISBN 0-89003-062-6.
- On Symbols in Anthropology. Essays in Honor of Harry Hoijer 1980 (Other Realities; Bd. 3). Udena, Malibu, CA. 1982, ISBN 0-89003-090-1.
- On Marxian Perspectives in Anthropology. Essays in Honor of Harry Hoijer 1981 (Other Realities; Bd. 5). Udena, Malibu, CA. 1984, ISBN 0-89003-178-9 (zusammen mit Nancy Daniels).